# 钨酸亚铊
钨酸亚铊是一种无机化合物，化学式为Tl2WO4。它可由三氧化二铊或碳酸亚铊和三氧化钨加热反应制得，或由硝酸亚铊和钨酸钠在水溶液中反应得到。它可以以三方晶系P3m1空间群结晶，晶胞参数a=6.278(1) Å，b=8.099(2) Å，Z=2。它和三氧化钨加热反应，可以得到Tl2W2O7和Tl2W4O13。